# Nedim Günar
Emin Nedim Günar (Bandırma, 1º gennaio 1932 – Istanbul, 7 settembre 2011) è stato un calciatore turco, di ruolo difensore.